# سلطان‌گولوو
سلطان‌گولوو (انگلیسی: Sultangulovo) یک شهرک در شهرستان کوگارچینسکی جمهوری باشقیرستان در کشور روسیه است.